# Esgrima nos Jogos Europeus de 2015
As competições de esgrima nos Jogos Europeus de 2015 foram disputadas no Baku Crystal Hall, em Baku entre 23 e 27 de junho. Foram disputados doze eventos, sendo seis no masculino e seis no feminino, na modalidade individual e por equipes da espada, florete e sabre. 

## Calendário
| Junho   | 12 | 13 | 14 | 15 | 16 | 17 | 18 | 19 | 20 | 21 | 22 | 23 | 24 | 25 | 26 | 27 | 28 |
| ------- | -- | -- | -- | -- | -- | -- | -- | -- | -- | -- | -- | -- | -- | -- | -- | -- | -- |
| Esgrima |    |    |    |    |    |    |    |    |    |    |    | 2  | 2  | 2  | 3  | 3  |    |

|  | Dia de competição |  | Dia de final |

## Qualificação
300 atletas competiram em doze eventos. As vagas foram concedidas com base na classificação da Federação Internacional de Esgrima em 30 de novembro de 2014. Em dezembro de 214, um torneio de qualificação foi realizado para determinar o preenchimento das vagas em cada modalidade. 

## Medalhistas
Masculino
| Espada individual detalhes   | Ivan Trevejo FRA França                                                          | Sergey Khodos RUS Rússia                                                       | Daniel Jerent FRA França                                                     |  |  |  |
| Espada por equipes detalhes  | FRA França Yannick Borel Ronan Gustin Daniel Jerent Ivan Trevejo                 | RUS Rússia Sergey Bida Anton Glebko Dmitriy Gusev Sergey Khodos                | ITA Itália Gabriele Bino Gabriele Cimini Marco Fichera Andrea Santarelli     |  |  |  |
|                              |                                                                                  |                                                                                |                                                                              |  |  |  |
| Florete individual detalhes  | Alessio Foconi ITA Itália                                                        | Timur Arslanov RUS Rússia                                                      | Jean-Paul Tony-Hélissey FRA França Francesco Ingargiola ITA Itália           |  |  |  |
| Florete por equipes detalhes | GBR Grã-Bretanha Richard Kruse Marcus Mepstead Benjamin Peggs Alex Tofalides     | ITA Itália Alessio Foconi Francesco Ingargiola Lorenzo Nista Damiano Rosatelli | RUS Rússia Timur Arslanov Aleksey Khovanskiy Timur Safin Dmitry Zherebchenko |  |  |  |
|                              |                                                                                  |                                                                                |                                                                              |  |  |  |
| Sabre individual detalhes    | Andriy Yahodka UKR Ucrânia                                                       | Tiberiu Dolniceanu ROU Romênia                                                 | Luigi Miracco ITA Itália Alberto Pellegrini ITA Itália                       |  |  |  |
| Sabre por equipes detalhes   | ITA Itália Luigi Miracco Massimiliano Murolo Alberto Pellegrini Giovanni Repetti | ROU Romênia Alin Badea Mădălin Bucur Tiberiu Dolniceanu Iulian Teodosiu        | GER Alemanha Richard Hübers Björn Hübner Maximilian Kindler Robin Schrödter  |  |  |  |

Feminino
| Espada individual detalhes   | Ana Maria Brânză ROU Romênia                                                    | Yana Zvereva RUS Rússia                                                      | Simona Gherman ROU Romênia Erika Kirpu EST Estônia                         |  |  |  |
| Espada por equipes detalhes  | ROU Romênia Ana Maria Brânză Simona Gherman Simona Pop Amalia Tătăran           | EST Estônia Julia Beljajeva Irina Embrich Erika Kirpu Katrina Lehis          | ITA Itália Camilla Batini Brenda Briasco Giulia Rizzi Alberta Santuccio    |  |  |  |
|                              |                                                                                 |                                                                              |                                                                            |  |  |  |
| Florete individual detalhes  | Alice Volpi ITA Itália                                                          | Adelina Zagidullina RUS Rússia Valentina Cipriani ITA Itália                 |                                                                            |  |  |  |
| Florete por equipes detalhes | RUS Rússia Yana Alborova Anastasia Ivanova Diana Yakovlevna Adelina Zagidullina | FRA França Gaëlle Gebet Julie Huin Chloé Jubenot Jéromine Mpah Njanga        | ITA Itália Chiara Cini Valentina Cipriani Carolina Erba Alice Volpi        |  |  |  |
|                              |                                                                                 |                                                                              |                                                                            |  |  |  |
| Sabre individual detalhes    | Angelika Wątor POL Polônia                                                      | Sevil Bunyatova AZE Azerbaijão                                               | Sevinc Bunyatova AZE Azerbaijão Margaux Rifkiss FRA França                 |  |  |  |
| Sabre por equipes detalhes   | UKR Ucrânia Olha Kharlan Alina Komashchuk Olena Kravatska Olha Zhovnir          | ITA Itália Sofia Ciaraglia Martina Criscio Rebecca Gargano Caterina Navarria | RUS Rússia Viktoriya Kovaleva Yana Obvintseva Mariya Ridel Tatiana Sukhova |  |  |  |

## Quadro de medalhas
O quadro original de medalhas foi publicado. 
| Ordem | País             | Medalha de ouro | Medalha de prata | Medalha de bronze |    |
| ----- | ---------------- | --------------- | ---------------- | ----------------- | -- |
| 1     | ITA Itália       | 3               | 2                | 7                 | 12 |
| 2     | ROM Romênia      | 2               | 2                | 1                 | 5  |
| 3     | FRA França       | 2               | 1                | 3                 | 6  |
| 4     | UKR Ucrânia      | 2               |                  |                   | 2  |
| 5     | RUS Rússia       | 1               | 5                | 3                 | 9  |
| 6     | GBR Grã-Bretanha | 1               |                  |                   | 1  |
|       | POL Polônia      | 1               |                  |                   | 1  |
| 8     | AZE Azerbaijão   |                 | 1                | 1                 | 2  |
|       | EST Estônia      |                 | 1                | 1                 | 2  |
| 10    | GER Alemanha     |                 |                  | 1                 | 1  |
|       | NOR Noruega      |                 |                  | 1                 | 1  |
| TOTAL | TOTAL            | 12              | 12               | 18                | 42 |